# Barry Landau
Pour les articles homonymes, voir Landau.
Barry Landau, né en 1948, est un voleur et imposteur américain et historien autodidacte, connu pour avoir dérobé plus de 10 000 documents dans les musées privés des présidents américains en se faisant passer pour un historien rattaché aux services présidentiels.	
Barry Landau a développé une passion pour les présidents américains depuis son enfance, et a dérobé au fil du temps un nombre considérable de documents, de courriers privés, d'objets ayant appartenu aux présidents successifs. Même s'il a vendu quelques objets volés dans les stocks gouvernementaux, ce qu'il en a conservé a constitué une remarquable collection privée. Sa grande connaissance des présidents américains et l'importance de cette collection lui ont apporté une reconnaissance paradoxale.

## Biographie

### Une passion précoce

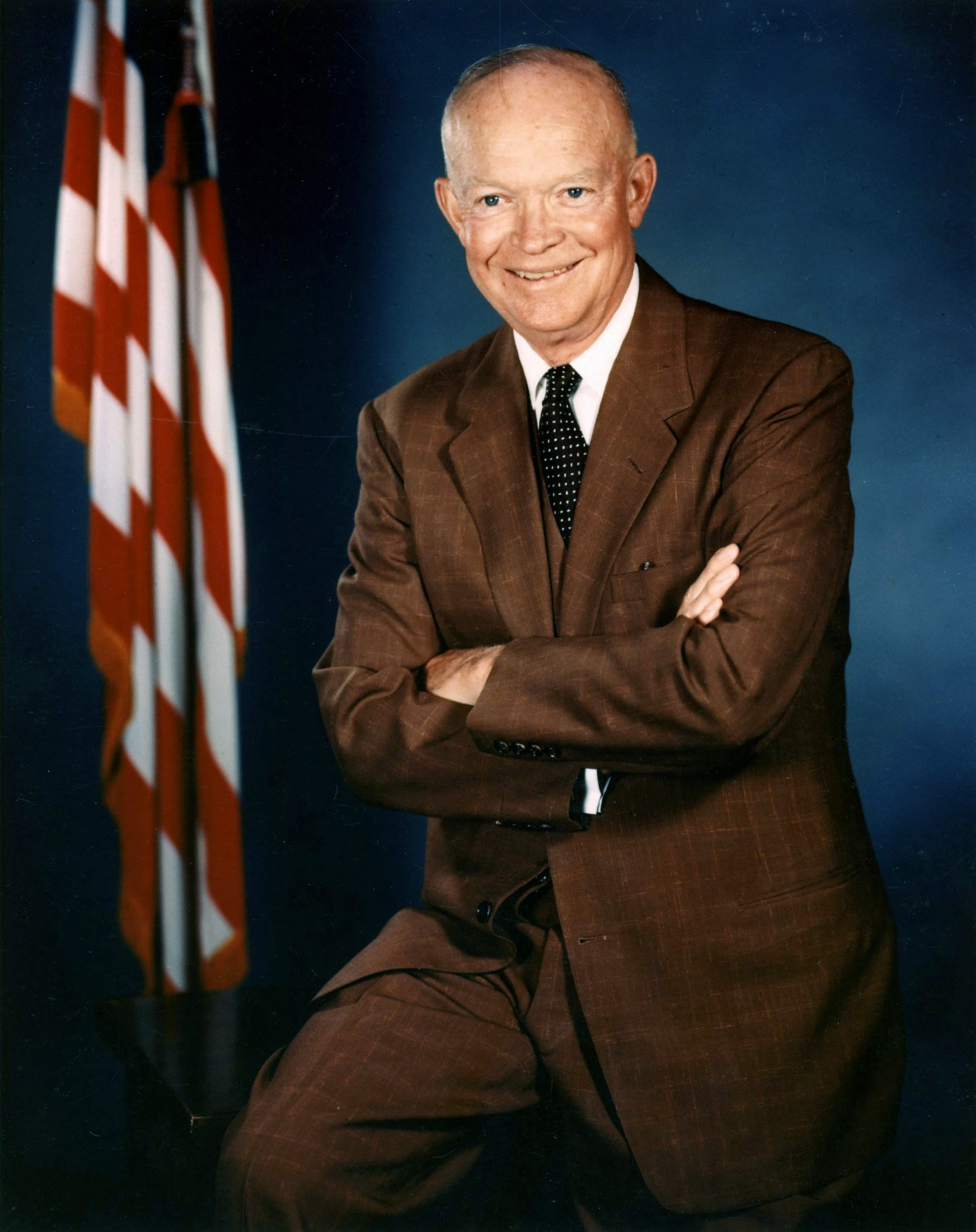
Eisenhower en 1956.

Barry Landau déclare dans sa biographie avoir développé sa passion pour les présidents américains dès l'âge de 10 ans, lorsque sa mère l'emmena voir le président de l'époque, Dwight D. Eisenhower. Il rapporte qu'au cours de cette rencontre, il a eu l'occasion de parler avec le président et avec son épouse. The Wall Street Journal a également retrouvé une lettre envoyée par Landau ainsi que la réponse des services présidentiels.
Dans les années 70 et 80, Barry Landau travaille en tant qu'attaché de presse à New York. Il rapporte avoir été agent de protocole lors du mandat de Gerald Ford et avoir voyagé à Moscou avec Richard Nixon, bien qu'aucune trace n'en ait pu être retrouvée.

George W. Bush en 2001.

En 2001, la collection de Barry Landau est déjà importante, mais n'attire pas les suspicions. Sa compétence en tant qu'historien autodidacte commence à être reconnue. Il est consulté par les services protocolaires du congrès des États-Unis pour la cérémonie d'investiture de George W. Bush, pour le dressage de la table et en particulier la fourniture des assiettes en porcelaine.
En 2006, Larry Bird, conservateur du Musée national d'histoire américaine, déclare que « Barry Landau possède la quatrième plus vaste collection de souvenirs d'investiture après le Smithsonian Institution, les Archives nationales et la Bibliothèque présidentielle ».
En 2007, il publie un livre intitulé The President's Table: Two Hundred Years of Dining and Diplomacy (La table du président : deux cents ans de repas et de diplomatie),. Il présente quelques pièces de sa collection dans l'émission The Martha Stewart Show et coprésente quelques cérémonies sur CNN ou NBC.

### Vols et arrestation
Le 9 juillet 2011, Barry Landau et Jason Savedoff se présentent au Maryland Center for History and Culture, bibliothèque de Baltimore. Landau est parfaitement à l'aise, mais Savedoff ne l'est pas et enchaîne des questions naïves. Le personnel se méfie et surprend Savedoff en train de dissimuler un document dans sa pochette d'ordinateur. La police intervient et découvre 79 documents subtilisés par les deux hommes.
Barry Landau présente Jason Savedoff, 24 ans, comme son neveu, bien qu'ils n'aient aucun lien de parenté. Ensemble, ils avouent avoir volé des documents entre décembre 2010 et juillet 2011 dans les collections de plusieurs établissements : the Maryland Historical Society, the Historical Society of Pennsylvania, the Connecticut Historical Society, dans l'université du Vermont, the New York Historical Society et la bibliothèque présidentielle Franklin D. Roosevelt.
Le FBI effectue une perquisition au domicile de Landau et y découvre plus de 10 000 objets pour une valeur totale estimée à 2,5 millions de dollars,. Les agents fédéraux trouvent notamment des lettres de Marie-Antoinette, Napoléon, Benjamin Franklin, John Hancock, Francis Scott Key, Karl Marx, Thomas Paine, Edgar Allan Poe, George Washington,, ainsi que des originaux des discours de Roosevelt,,.
Landau a admis avoir vendu à un collectionneur, pour un montant de 35 000 dollars, quatre de ces discours, qui ont pu être récupérés.

### Procès et condamnation
Barry Landau et Jason Savedoff ont plaidé coupables. En 2012, Landau est condamné à sept ans de prison, dont une partie sous surveillance électronique.
La restitution des documents volés à chaque musée propriétaire légitime s'effectue en parallèle. Un total de 10 194 items ont été identifiés et doivent être restitués. Les enquêteurs recherchent sur les documents des traces, par exemple de trombone ou d'encre décalquée au dos des feuilles qui pourraient suggérer qu'elles sont arrachées d'un album.
Barry Landau a pu quitter sa cellule le 8 novembre 2013.